# National Council of Churches
National Council of the Churches of Christ in the USA, zwykle National Council of Churches (NCC; tłum. Narodowa Rada Kościołów Chrześcijańskich w Stanach Zjednoczonych) – powstała w 1950 roku komisja ekumeniczna skupiająca 35 organizacji kościołów chrześcijańskich tradycji protestanckiej, prawosławnej i katolickiej w Stanach Zjednoczonych. Siedziba NCC znajduje się w Nowym Jorku. Organizacja należy do Światowej Rady Kościołów. Przewodniczącym Rady jest ks. dr Robert William Edgar. 
Narodowa Rada Kościołów Chrześcijańskich jest inicjatorem wielu akcji ewangelizacyjnych i informacyjnych. Komisja teologiczna NCC opracowała ekumeniczny przekład Pisma Świętego. Organizowane są również akcje pomocy najbiedniejszym i pomocy humanitarnej w krajach zagrożonych działaniami wojennymi. Do grupy największych liczebnie członków rady należą:
- Ewangelicko-Luterański Kościół Ameryki
- Kościół Episkopalny w Stanach Zjednoczonych
- Koptyjski Kościół Prawosławny
- Kościół Prawosławny w Ameryce
- Ortodoksyjny Kościół Malankaru
- Polski Narodowy Kościół Katolicki
- Zjednoczony Kościół Metodystyczny
- Ekumeniczna Wspólnota Katolicka